# Brekzie

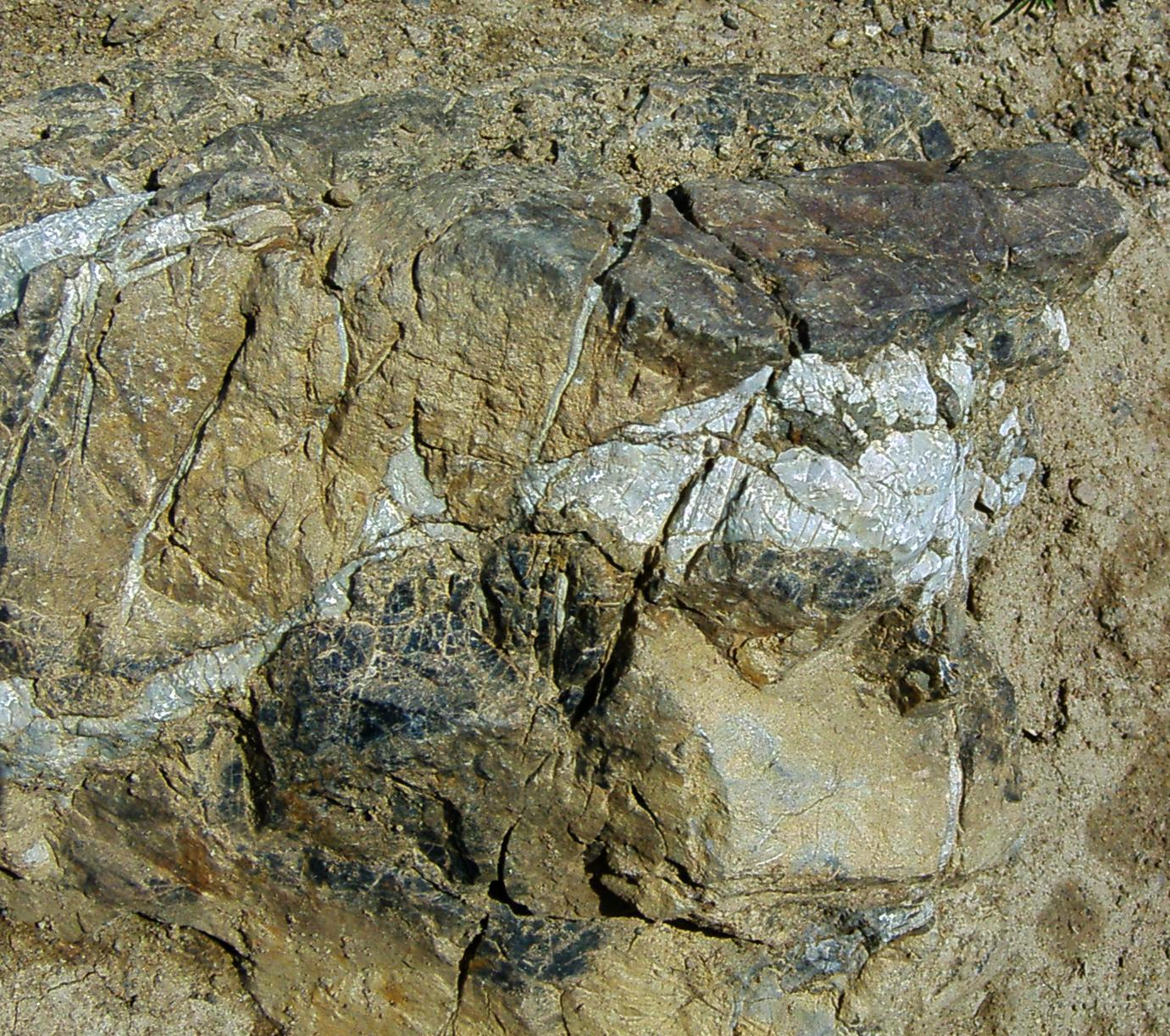
Brekzie auf der Spitze des Sigiswanger Horns

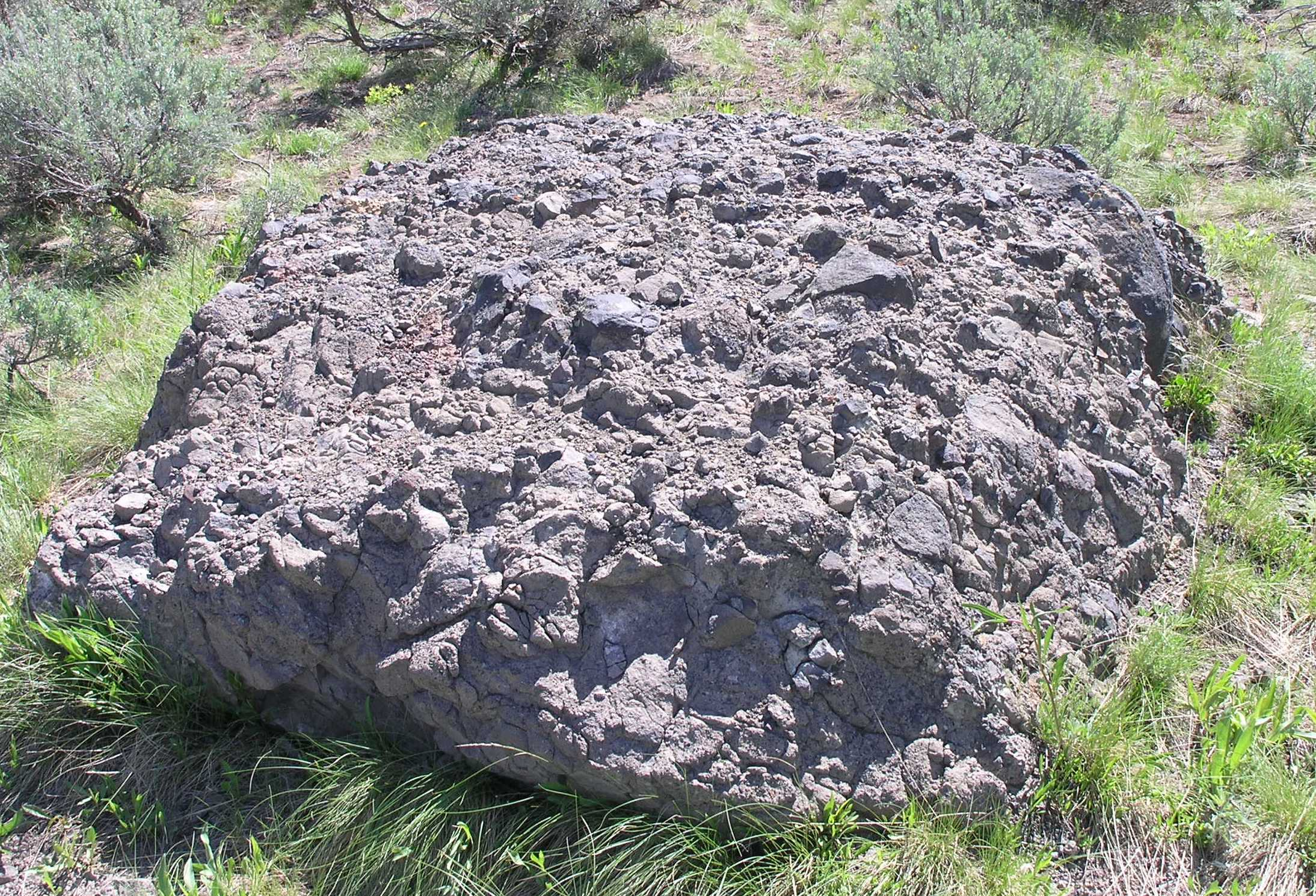
Vulkanische Brekzie

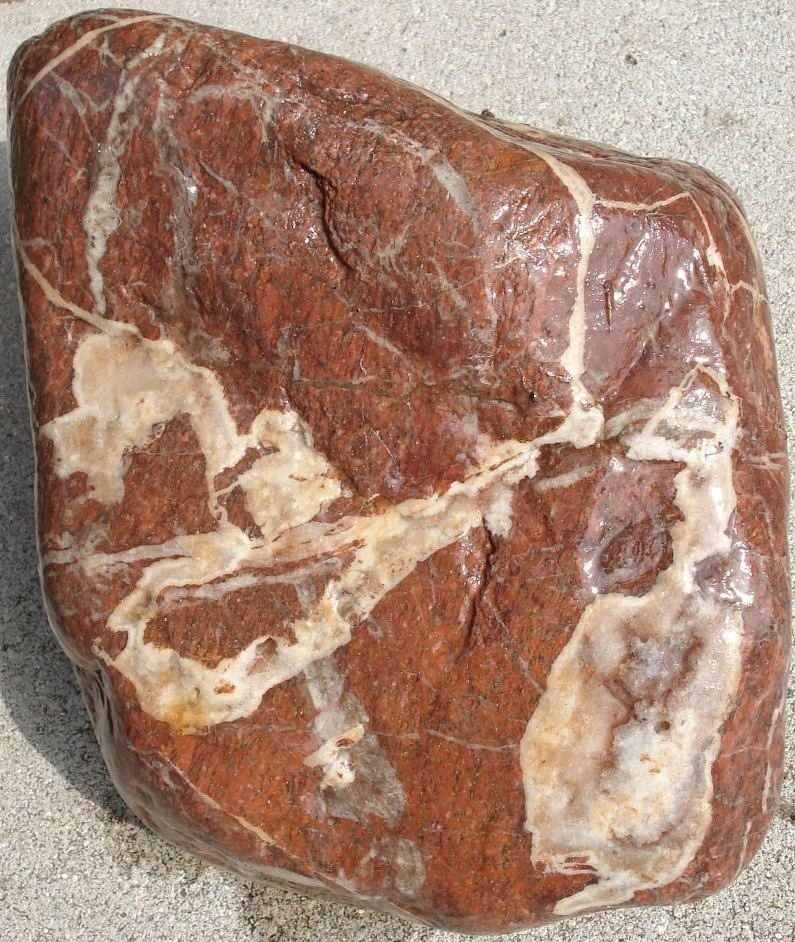
Forsmark-Brekzie (aus dem Geschiebe der Eckernförder Bucht) (Benannt nach dem Vorkommen im Anstehenden bei Forsmark (Provinz Uppsala län (ehemals Uppland)) in Schweden)

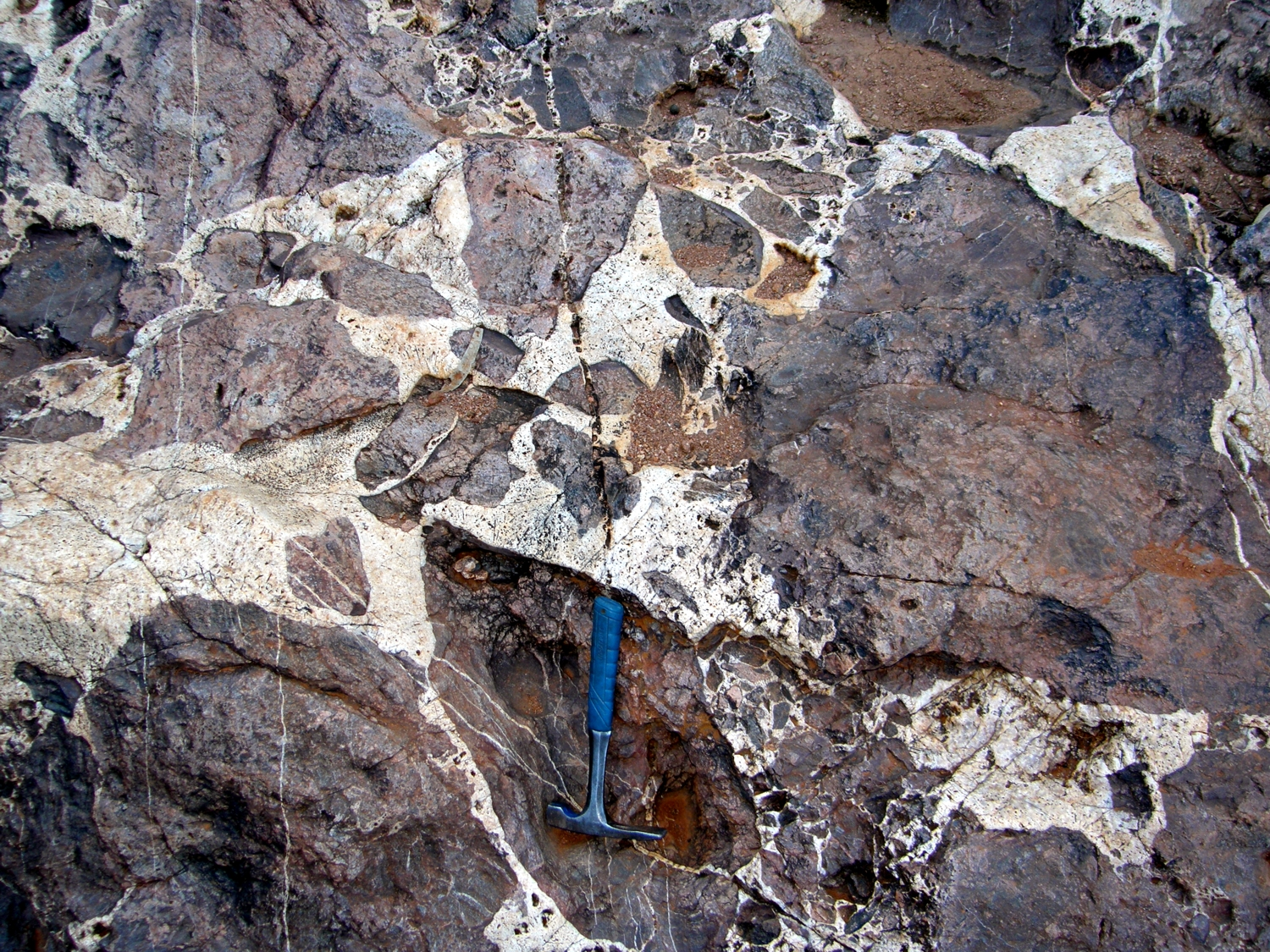
Brekzie mit unterschiedlich großen Trümmern

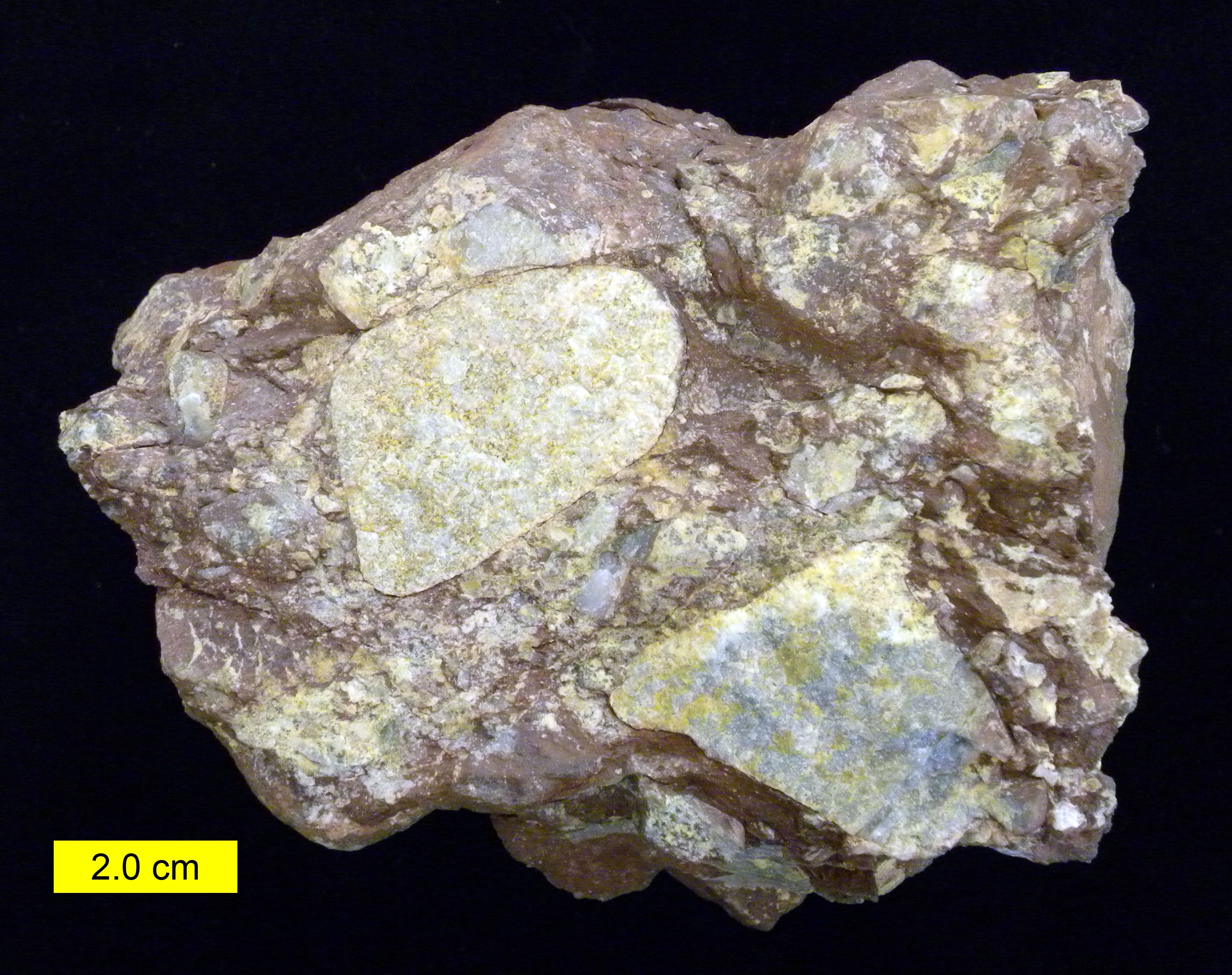
Sedimentäre Brekzien

Eine Brekzie oder Breccie (vom italienischen breccia: Schotter, der Begriff findet sich bereits mehrfach bei Goethe) ist ein Gestein, das aus eckigen Gesteinstrümmern besteht, die durch eine feinkörnige Grundmasse verkittet sind. Brekzien sind ähnlich aufgebaut wie die Konglomerate, die jedoch im Unterschied zur Brekzie keine eckigen, sondern abgerundete Gesteine in einem Bindemittel einschließen. Fanglomerate stellen eine Zwischenform mit leicht abgeschliffenen Kanten dar. Die Korngröße bei Brekzien übersteigt zwei Millimeter, Gesteine mit eckigen Körnern kleinerer Korngröße werden als Mikrobrekzie bezeichnet, bei Korngrößen über 50 Zentimeter spricht man von Megabrekzie. Unterschieden werden Brekzien nach ihrer Entstehung, so etwa in sedimentäre, vulkanische, diagenetische, tektonische Brekzien sowie Impaktbrekzien. Bestehen die Bruchstücke aus nur einem Gesteinstyp, ist die Brekzie monomikt, sind es unterschiedliche, dann ist sie polymikt.

## Sedimentäre Brekzien
Die Entstehung sedimentärer Brekzien erfolgt meistens in geringer Entfernung von jenem Ort, an welchem die Zertrümmerung des Ausgangsmaterials stattgefunden hat. Dies ist von der groben, kantigen Form der verbackenen Bruchstücke abzuleiten, da weite Transportwege (z. B. als Sedimenteintrag in Wasserläufen oder Gletschern) in der Regel zu einer Abrundung der Kanten führen. Anlass zur Entstehung einer Brekzie ist meistens eine Massenbewegung, wie zum Beispiel bei einem Bergsturz, einer Hangrutschung oder untermeerische Trümmermassen vor einem Riff.
Beim Einsacken oder Einsturz von Gesteinshohlräumen infolge Auslaugung und Subrosion entstehen aus dem nachgestürzten Material Einsturz-, Einbruchs- oder Auslaugungsbrekzien.
Da Fanglomerate, die besonders in Wüstengebieten bei Starkregen von Berghängen in die Ebenen gespült werden, oft noch eckige oder nur leicht gerundete Klasten beinhalten, werden sie gelegentlich auch als Schlammbrekzien bezeichnet.

## Vulkanische Brekzien
Andere häufig vorkommende Prozesse, die eine Entstehung von Brekzien ermöglichen, sind Explosionsereignisse, wie etwa bei Vulkanausbrüchen. Hier bilden sich Eruptionsbrekzien, oder bei Ablagerung noch im Vulkanschlot so genannte Schlotbrekzien. Sind die groben Komponenten in Tuff eingebettet, spricht man auch von Tuffbrekzien. Die Oberfläche von zähflüssigen Lavaströmen löst sich durch die Fließbewegungen und Autobrekziierung oft in Blocklava auf.

## Diagenetische Brekzien
Weniger häufig sind diagenetische Brekzien, die sich während des Prozesses der Gesteinsentstehung und -verfestigung bilden, die so genannten intraformationellen Brekzien. Diese entstehen durch das Zerbrechen von schon verfestigten Gesteinsschichten durch Erdbeben oder dadurch, dass eine schon verfestigte Gesteinsschicht – in vielen Fällen Kalkstein – durch hohen Porenwasserdruck infolge zunehmender Überlagerung mit neuem Sediment zerbricht. Beispiele für dieses Phänomen finden sich etwa in der Mittleren Trias der Nördlichen Kalkalpen.

## Tektonische Brekzien
Nicht selten sind Brekzien, die durch das Zerbrechen von Gestein aufgrund einer Störung entstehen (Reibungsbrekzie, Störungsbrekzie, Verwerfungsbrekzie, Gangbrekzie). Tektonische Brekzien weisen je nach Entstehungsbedingungen, vor allem Druck und Temperatur, unterschiedliche Gefüge auf, die bestimmte Brekziengesteine charakterisieren (Kakirit bzw. Bruchbrekzie, Kataklasit). Verhält sich hingegen das deformierte Gestein durch sehr hohen Druck und/oder Temperatur duktil, so entsteht ein Mylonit.

## Impaktbrekzien
Das Vorkommen von Brekzien kann in manchen Fällen ein indirekter Nachweis für ein Impaktereignis sein, bei dem ein Meteorit die Gesteine zertrümmert und durch hohe Drücke verdichtet und zusammengebacken hat. In Deutschland kommen solche Impaktbrekzien z. B. in Form der Bunten Brekzie in den Meteoritenkratern des Nördlinger Ries und im Steinheimer Becken vor.